# Cees van Kooten
Cees van Kooten (20. srpna 1948, Alblasserdam – 24. srpna 2015, Deventer) byl nizozemský fotbalista, útočník. Po skončení aktivní kariéry působil jako trenér.

## Fotbalová kariéra
Začínal v týmu Hermes DVS. V nizozemské lize hrál krátce za FC Utrecht. Ve francouzské Ligue 1 nastoupil ve 4 utkáních za Lille OSC. Dále hrál v nizozemské lize za SC Telstar, Go Ahead Eagles a PEC Zwolle. Celkem v nizozemské lize nastoupil ve 390 ligových utkáních a dal 135 gólů. Za nizozemskou reprezentaci nastoupil v letech 1981–1983 v 9 utkáních a dal 4 góly.

## Ligová bilance
| Ročník                    | Zápasy | Góly | Klub            |
| ------------------------- | ------ | ---- | --------------- |
| Eredivisie 1970/71        | 5      | 0    | FC Utrecht      |
| Ligue 1 1971/72           | 4      | 0    | Lille OSC       |
| Eredivisie 1971/72        | 9      | 2    | SC Telstar      |
| Eredivisie 1972/73        | 34     | 9    | SC Telstar      |
| Eredivisie 1973/74        | 33     | 11   | SC Telstar      |
| Eredivisie 1974/75        | 31     | 12   | SC Telstar      |
| Eredivisie 1975/76        | 31     | 11   | SC Telstar      |
| Eredivisie 1976/77        | 29     | 15   | Go Ahead Eagles |
| Eredivisie 1977/78        | 33     | 14   | Go Ahead Eagles |
| Eredivisie 1978/79        | 23     | 5    | Go Ahead Eagles |
| Eredivisie 1979/80        | 33     | 13   | Go Ahead Eagles |
| Eredivisie 1980/81        | 31     | 15   | Go Ahead Eagles |
| Eredivisie 1981/82        | 32     | 11   | Go Ahead Eagles |
| Eredivisie 1982/83        | 17     | 6    | Go Ahead Eagles |
| Eredivisie 1982/83        | 16     | 5    | PEC Zwolle      |
| Eredivisie 1983/84        | 30     | 5    | PEC Zwolle      |
| Eredivisie 1984/85        | 3      | 1    | PEC Zwolle      |
| CELKEM 1. nizozemská liga | 390    | 135  |                 |
| CELKEM Ligue 1            | 4      | 0    |                 |